# Islands of Fleet
Islands of Fleet är öar i Dumfries and Galloway, Storbritannien.   De ligger i riksdelen Skottland, i den centrala delen av landet, 400 km nordväst om huvudstaden London. Där finns sju öar i gruppen: Murray's Isles, Ardwall Island och Barlocco Isle.